# Орюкто
Орюкто (кор. 오륙도) — группа небольших скалистых островов, расположенных в Корейском проливе у юго-восточных берегов Корейского полуострова, принадлежащий Корее. Они являются симловом города-метрополии Пусан, района Намку и порта Пусан.

## География
Острова Орюкто в основном состоят из двух островов (Панпхэсом, Сольсом, Сурисом, Сонготсом, Кульсом, Тындэсом)[уточнить].